# Marahau (rivière)
La rivière Marahau  (en anglais : Marahau River) est un cours d’eau de la région de  Nelson dans l’Île du Sud de la  Nouvelle-Zélande.
Elle se jette dans la Mer de Tasman au niveau de ‘Sandy Bay’.
(en) Land Information New Zealand, « détail emplacement: Marahau (rivière) », sur New Zealand Gazetteer